# Hoplandromyia distata
Hoplandromyia distata är en tvåvingeart som först beskrevs av Munro 1955.  Hoplandromyia distata ingår i släktet Hoplandromyia och familjen borrflugor.
Artens utbredningsområde är Eritrea. Inga underarter finns listade i Catalogue of Life.